# Adam Jaskolka
Adam Jaskolka (Adam Jaskółka; ur. 3 października 1979 w Zabrzu) – niemiecki aktor, śpiewak barytonowy, reżyser.

## Życiorys
W dzieciństwie był członkiem grup teatralnych i śpiewał w chórze kościelnym. Jako 11-latek brał lekcje gitary basowej i grał do 20. roku życia w różnych zespołach rockowych, był także wokalistą. W 1989 roku przeniósł się do Niemiec. Odbył naukę zawodu jako sprzedawca detaliczny w Bayreuth, a następnie służbę zastępczą jako woźny. W Niemczech zdał maturę. Od września 2002 roku otrzymał propozycję 3-letniej nauki aktorstwa w Internationale Schule für Schauspiel und Acting w Monachium. Po pięciu latach pobytu w Monachium, we wrześniu 2007, przeniósł się do Berlina.
Prócz występów na scenie (w tym jako Jago w Szekspirowskim Otellu) zobaczyć go też można było przed kamerą m.in. w reklamach (Lesezirkel), serialu: Der Alte (Starzec, Monachium 7), krótkim filmie: Myxos jako Schläger; oraz w niewielkiej roli hippisa w: Der Baader Meinhof Komplex; a także w niezależnej produkcji Sick Pigs (Chore świnie), które miały premierę w 2008. Debiutował w telewizji w stacji ZDF w Bravo TV Soap w 2005. W 2010 roku zagrał niewielką rolę Günni w odcinku Tatort – Die Heilige. W latach 2012 i 2013 występował w popularnym serialu Dahoam is Dahoam (Dom jest w domu) w Bayerischer Rundfunk.
Jako aktor muzyczny odbył m.in. w sezonie 2008/2009 tournée po Niemczech, Austrii, Szwajcarii i Luksemburgu z przedstawieniami Footloose (2005) i Moulin Rouge. W lecie 2007 roku grał w swym rodzinnym Bayreuth w sztuce Cyrano de Bergerac. Można go też było zobaczyć w sztukach: Mandragola, Dracula, Tod auf dem Nil (Śmierć na Nilu), Ausnahmezustand (Stan wyjątkowy), Hugo von Trimberg. Między październikiem 2011 a lipcem 2013 występował w  monachijskim teatrze dla dzieci (Münchner Theater für Kinder).
Swój filmowy debiut reżyserski miał filmie krótkometrażowym Ein ungeahntes Date, w którym również wystąpił. W teatrze wyreżyserował m.in. przedstawienie muzyczne Johann und Johanna B., operę Hänsel und Gretel (Jaś i Małgosia), a także kilka wznowień.
Na płytach CD można go usłyszeć w nagraniu niemieckiej wersji językowej musicalu Footloose oraz oryginalnej wersji przedstawienia na żywo La Belle Bizarre Du Moulin Rouge z 2009 r. (która należała do czołówki albumów na listach popularności wraz z Jesper Tydén i Anny Montanaro). W kwietniu 2011 ukazał się jego debiutancki singiel Catch (i należał do 10 najczęściej pobieranych).
Poza zawodem  wspiera honorowe krwiodawstwo i badania przesiewowe w kierunku raka piersi (wsparł stowarzyszenie Mamazone – Frauen und Forschung gegen Brustkrebs w kampanii promującej badania piersi). Od czasu do czasu pracuje jako model w sesjach zdjęciowych. Poza tym trenuje również sztuki walki (karate i aikido, oraz szermierkę, co wykorzystał przy Cyrano, Manhunter, Losing Control).

## Filmografia
- Jack Black, 2005
- Bravo TV Soap (ZDF), 2005
- Insider, 2006
- Paul und Christine, 2007
- Der Baader Meinhof Komplex, 2008
- Sick Pigs, 2008
- Ein ungeahntes Date, 2009
- Myxos, 2009
- Losing Control, 2009
- Legend of Hell, 2009
- Tauschgeschäft, 2010
- Tatort – Die Heilige (ARD/BR), 2010
- Mord in bester Gesellschaft (Morderstwo w dobrym towarzystwie) (ARD), 2011
- Der Alte (Starzec) (ZDF), 2011 i 2012
- Trans Bawaria, 2011
- Dahoam is Dahoam (Dom jest w domu) (BR), 2012-2013
- Heiter – Tödlich München 7 (ARD), 2012
- Die Habsburger (Habsburgowie ) (ZDF), 2013
- Aktenzeichen XY (ZDF), 2014
- Monaco 110 (ARD), 2015
- Docket XY (ZDF), 2016
- Montrak, 2017